# Mogwai
A Mogwai (kiejtése: [mɒɡwaɪ]) egy 1995-ben Glasgow-ban alapított posztrock zenekar. Jelenlegi tagjai Stuart Braithwaite (gitár, ének), Dominic Aitchison (basszusgitár), Martin Bulloch (dob) és Barry Burns (gitár, zongora, szintetizátor, ének).
Dalaik általában hosszú, dinamikus gitárjátékok, melodikus basszusgitár-szólamokkal, valamint torzítás és effektek sűrű használatával kiegészítve. Az évek során több kiadóval is szerződtek, először a Chemikal Undergrounddal, majd később a Play It Again Sammel, az Egyesült Államokban pedig a Matadorral, ma viszont saját kiadójuk van (Rock Action Records), az USA-ban pedig a Sub Pop jelenteti meg számaikat. Kezdetben sokat dolgoztak együtt John Peellel: 1996 és 2004 között hét dalt is felvettek; ezen kívül pedig Peel a Government Commissions: BBC Sessions 1996–2003 válogatásalbumban is közreműködött.

## Történet

### Megalakulás
Stuart Braithwaite és Dominic Aitchison 1991 áprilisában találkoztak először. Négy évvel később egy régi iskolatárssal, Martin Bullochhal megalapították a Mogwai-t. A név ötletét a Szörnyecskék című film adta, de Stuart szerint mindig is akartak egy jobb nevet, de mint sok másról, erről se sikerült megegyezniük. A szó kantoni nyelven „ördögi jellemet, ördögöt” jelent (kínaiul: 魔鬼, pinjin átírással: móguǐ, jűtphing átírással: mo¹gwai²; kiejtése: [mɔ˧˥ kueɪ˨˩˦]).
1996 februárjában tűntek fel Tuner/Lover kislemezükkel, Summer című albumuk pedig az év végén felkerült a New Musical Express legjobb kislemezeinek listájára, melyen a New Paths to Heliconnal váltogatták helyüket. Első albumuk felvételéhez kiegészültek John Cummings gitárossal, és a Teenage Fanclub dobosával, Brendan O'Hare-rel.

### Mogwai Young Team
Az 1997 októberében kiadott lemezük a brit albumlista 75. helyén zárt. Az albumon közreműködik az Arab Strap zenésze, Aidan Moffat. Szólólemezeikkel először 1998-ban értek el áttöréseket, amikor a Magoo-val közös középlemezük, egy Black Sabbath-feldolgozás a lista 60., a Fear Satan feldolgozásuk pedig az 57. helyére került. Később is foglalkoztak feldolgozásokkal: Kevin Shields, Alec Empire és μ-ziq dalait is átdolgozták, valamint David Holmes és a Manic Street Preachers albumaiban is közreműködtek. A lemez megjelenése után O'Hare-t kirúgták a zenekarból (állítólag a többi tagot zavarta, amikor egy Arab Strap-koncert alatt végig beszélt).

### Come On Die Young
A kieső tag helyére Barry Burns került, aki korábban is furulyázott (néhányszor pedig zongorázott is) már az együttes koncertjein. Stuart elmondta, hogy azért hívták a zenekarba, mert szórakoztató személyiség. A lemez a brit lista 29. helyére került. A tagok névsora 1998-tól 2015 novemberéig változatlan maradt: ekkor John Cummings hagyta ott az együttest más elfoglaltságai miatt. Egyes dalokban és koncerteken Luke Sutherland játszik hegedűn (manapság pedig gitározik és énekel).

### Rock Action
2001-es albumuk a 23. helyre került. Az előző lemezhez képest a gitárral szemben nagyobb hangsúlyt fektettek az elektronikus zenére. A megszokotthoz képest jóval több szám szerepel rajta, és több neves énekes (David Pajo, Slint; Gruff Rhys, Super Furry Animals és Gary Lightbody, Snow Patrol) is közreműködik rajta. Megjelenés után kiadták a My Father My King című dalt, mellyel az ebben az időszakban adott koncertjeiket zárták, és az együttes szerint a Rock Action stúdióalbum kiegészítő darabja.

### Happy Songs for Happy People
A 2003-ban megjelent Happy Songs for Happy People még több elektronikus hangzást és nagyobb hangszer-választékot vonultat fel. Ez volt az első, az Egyesült Államokban is megjelent lemezük, amely a Independent Albums listáján a 13. helyig jutott, valamint egy hétig szerepelt a Billboard 200-as toplistán. A kritikák kedvezőek voltak, habár a Pitchfork egy 2008-as cikke szerint ezek közepestől kedvelhetőig terjedtek. Néhányan pozitívumként hozták fel, hogy a zenekar hajlandó volt dinamikusabb hangzást adni dalainak; mások az albumot túl lágynak, kevésnek értékelték.

### Mr Beast
Az album 2006 márciusában jelent meg CD-n illetve díszdobozos kiadásban, amelyhez mellékelték a The Recording of Mr Beast werkfilmet tartalmazó DVD-t is; ez az album elkészülését mutatja be. A Creation Records elnöke, Alan McGee a lemezt a legjobb art rock albumként jellemezte a My Bloody Valentine Loveless albuma óta. Az AllMusic szerint „a Mogwai eddigi legkifinomultabb (kiadott) lemeze”.

### The Hawk Is Howling
Hatodik stúdióalbumuk felvétele 2007 végétől 2008 elejéig tartott, és 2008 szeptemberében jelent meg; ez az együttes első albuma, amely nem tartalmazott éneket. Producerei az együttes tagjai voltak, a felvételt Andy Miller (Chem19 Studios, Hamilton, Dél-Lankashire), a keverést pedig Gareth Jones (Castle of Dooms Studios, Glasgow) végezték. Az album két száma (Batcat és Devil Rides, utóbbi Roky Erickson közreműködésével) megjelent középlemez formájában is (Batcat címmel).

### Burning és Special Moves
2010-ben megjelent az együttes első élőfilmje, a Burning, melyet Vincent Moon és Nathanaël Le Scouarnec forgattak; az alkotás 2010 februárjában debütált a glasgow-i filmfesztiválon; valamint az első élő albuma, a Special Moves. Előbbi nyolc felvételt, utóbbi pedig további kilencet tartalmaz a 2008–2009-es amerikai turnéról. A Special Moves volt az első kiadvány, ami a Mogwai saját lemezkiadója, a Rock Action Records gondozásában jelent meg; nevét a The Stooges gitárosáról, Scott Ashetonról kapta, aki nevét Rock Actionre változtatta.

### Hardcore Will Never Die, But You Will
2010 szeptemberében az együttes szerződést bontott a Matador Recordsszal, és a Sub Pop kiadóval állapodtak meg. Stuart elmondása szerint az együttes új lemezen dolgozik, amely 2011 elején jelenhet meg. 2010. október 27-én jelentették be az új album címét. A Hardcore Never Die, But You Will 2011. február 4-én jelent meg a szigetországban, és az albumlista 25. helyére került. Egy kibővített kiadáson az albumhoz mellékelték Douglas Gordon és Olaf Nicolai 23 perces alkotását, a Music for a Forgotten Future (The Singing Mountain)-t. A stúdióalbumhoz kapcsolódóan három kislemez (Rano Pano, Mexican Grand Prix és San Pedro) jelent meg.
2012-ben megjelent az A Wrenched Virile Lore remixalbum, melynek címe a stúdiólemez anagrammája; többek között Xander Harris, The Soft Moon, Robert Hampson és Justin Broadrick Mogwai-feldolgozásait tartalmazza. A lemezt az Egyesült Államokban a Sub Pop, a világ többi részén pedig a Rock Action Records adta ki.

### Rave Tapes
2013 júliusában a Zidane: A 21st Century Portrait című filmhez készített zenéjüket mutatták be. Új koncerteket is szerveztek: két napot töltöttek a Royal Festival Hallban, valamint a Camber Sandsben tartott All Tomorrow's Parties fesztiválon is felléptek.
Nyolcadik stúdióalbumukat 2013. október 28-án jelentették be. A lemez 2014. január 20-án jelent meg; az Egyesült Királyságban a Rock Action, Ausztráliában a Spunk, Japánban és Délkelet-Ázsiában a Hostess, az USA-ban pedig a Sub Pop adta ki egy nappal később. A Rave Tapes producere a Mogwai mellett Paul Savage volt. A bejelentéskor a Remurdered című dalt feltöltötték a Rock Action és a Sub Pop SoundCloud-fiókjaira. A brit albumlistán a tizedik helyen zárt, és a szigetországban ez volt a 2014-ben legtöbbet eladott bakelitformátumú lemez.
2014. december 1-jén, saját kiadójuk gondozásában jelent meg a Music Industry 3. Fitness Industry 1. középlemez, amelyen három feldolgozás található a Rave Tapes dalai közül, valamint három másik, a Blanck Mass, a Pye Corner Audio és Nils Frahm által készített átdolgozás. A lemezt Glasgow-ban, Paul Savage segítségével vették fel.
2015 júniusában a brit szigeteken több telt házas koncertjük is volt. A 20. születésnap megünneplésére két napot töltöttek a Camden Roundhouse-ban. Az All Tomorrow's Parties fesztivál közbenjárásával több, londoni eseményt is felügyeltek, amelyek „próbára és kíváncsivá tették, valamint inspirálták” őket. A fellépők között voltak a The Jesus and Mary Chain, a Public Enemy, és a Godspeed! You Black Emperor.} Október 23-án jelent meg a Central Belters visszatekintő album, amelyet három CD-n, illetve hat hanglemezen jelent meg.
2015. november 15-én jelentették be, hogy John Cummings, a zenekar gitárosa más elfoglaltságai miatt kilépett.

### Every Country's Sun
2016 áprilisában Braithwaite a Guardiannek elmondta, hogy új dalokat írnak, majd az USA-ba utaznak, ahol Dave Fridmannel, a Rock Action producerével együtt dolgoznak egy új albumon. November 25-én Fridmann megerősítette, hogy elkezdték a munkálatokat. 2017. március 4-én az együttes bejelentette, hogy az Abbey Road Studiosnál már a maszterelésen dolgoznak. Ezzel együtt elmondták, hogy egy év végi turnéra indulnak, októberben Európában, novemberben Amerikában, decemberben pedig Glasgow-ban lépnek fel.
2017. május 14-én bejelentették, hogy az új lemez címe Every Country's Sun lesz, ami szeptember 1-jén fog megjelenni; ezzel egy időben pedig megosztották a Coolverine című dalt. Június 2-án előre nem jelezve felléptek a barcelonai Primavera Sound fesztiválon, ahol a teljes albumot előadták.

## Filmzenék és más alkotások
2006-ban a zenekar elkészítette a Zidane: A 21st Century Portrait című film zenéjét, melyet album formájában 2007-ben adtak ki. Auto Rock című dalukat felhasználták Michael Mann 2006-os Miami Vice-jában. Clint Mansellel és a Kronos Quartettel együttműködve részük van a 2006-os A forrás zenéjének elkészültében. Szerepelnek a 2009-es Introspective című, posztrock témájú dokumentumfilmben. 2010 áprilisában az Amnesty International PEACE projektje részére írtak egy dalt. 2012-ben ők komponálták a francia Canal+ csatornán futó Visszajárók sorozat zenéjét, melyet középlemez formájában 2013. február 25-én adtak ki. A Kids Will Be Skeletons című számuk szerepel a 2015-ös Life Is Strange című játékban.
2015-ben ők készítették el Mark Cousins Atomic, Living in Dread and Promise dokumentumfilmjének betétjét. Az átdolgozott anyag Atomic néven 2016. április 1-jén jelent meg saját kiadójukon keresztül. 2016. május 1-jén Ausztriával kezdve európai és japán turnéra indultak, ahol koncertjeiken a háttérben a film forgatásáról vetítettek részleteket. 2017 januárjában Amerikában is bemutatták az albumot.

## Zenei stílus
A formációra a Fugazi, MC5, My Bloody Valentine, Sonic Youth, Pixies, The Cure és a posztrock-úttörő Slint együttesek gyakoroltak hatást. Első albumukat így jellemezték: „lenyűgözően dinamikus… észrevétlenül [vált] a nyugtató zenéről az idegölő fehérzajra és kalapácsütésre”. A SPIN egy 1999-es számában Douglas Wolk a következőket írta a Mogwairól: „Kompozícióik bővültek és egyszerűbbek lettek, néha egy-két arpeggio akár tíz percig is ismétlődik; ez inkább a Slintre, mint bármely más bandára emlékeztet.” Barry Burns egyszer egy interjúban elmondta, hogy nem szeretik, ha szigorúan kategóriákba sulykolják a posztrockot, ők inkább részletesen vizsgálnak minden egyes számot.
Braithwaite a szövegek hiányáról a következőt mondta:
Úgy gondolom, az emberek nem szoktak hozzá, hogy nincsen dalszöveg. Néhány embernek megnyugtató a jelenlétük, szerintem szeretnek magukban énekelni, és mivel a mi számainkat nem tudják, ez zavarja őket.

## Tagok

### Jelenlegi
- Stuart Braithwaite – gitár, basszus, ének (1995 – )
- Dominic Aitchison – basszus, gitár (1995 – )
- Martin Bulloch – dob (1995 – )
- Barry Burns – gitár, basszus, billentyűsök, szintetizátor, furulya, ének (1995 – )

### Korábbi
- Brendan O’Hare – billentyűsök, gitár (1997)
- John Cummings – gitár, laptop (1995 – 2015)

### Közreműködők
- Luke Sutherland – hegedű, gitár, ének, ütőhangszerek (1998 – )
- James Hamilton – dobok (Martin Bulloch helyett) (2011 – 2013)
- Scott Patterson – gitár (John Cummings helyett) (2015)
- Alex Mackay – gitár, billentyűsök (Atomic turné) (2016 – )

## Diszkográfia

### Stúdióalbumok
- Mogwai Young Team (1997)
- Come On Die Young (1999)
- Rock Action (2001)
- Happy Songs for Happy People (2003)
- Mr Beast (2006)
- The Hawk Is Howling (2008)
- Hardcore Will Never Die, But You Will (2011)
- Rave Tapes (2014)
- Every Country’s Sun (2017)
- As the Love Continues (2021)
- The Bad Fire (2025)

### Középlemezek (EP-k)
- 4 Satin (1997)
- Mogwai Fear Satan Remixes (1998)
- No Education = No Future (Fuck the Curfew) (1998)
- EP (1999)
- EP+6 (2000)
- Travels in Constants, Vol. 12 (2001)
- US Tour (2001)
- UK/European Tour (2001)
- Travel Is Dangerous (2006)
- Batcat (2008)
- Earth Division (2011)
- Les Revenants (2012–2013)
- Music Industry 3. Fitness Industry 1. (2014)

### Kislemezek
- Tuner/Lover (1996)
- Angels vs Aliens (1996)
- Summer/Ithica 27 ϕ 9 (1996)
- New Paths to Helicon, Pt. 1/New Paths to Helicon, Pt. 2 (1997)
- Club Beatroot - Part Four (1997)
- Kicking a Dead Pig (1998)
- Do the Rock Boogaloo (1998)
- My Father My King (2001)
- Friend of the Night (2006)
- Zidane: A 21st Century Portrait (2006)
- Rano Pano/Hasenheide (2011)
- Mexican Grand Prix/Slight Domestic (2011)
- San Pedro/George Square Thatcher Death Party (2011)

### Összeállítások
- Ten Rapid (Collected Recordings 1996–1997) (1997)
- EP+6 (2000)
- Government Commissions: BBC Sessions 1996–2003 (2005)
- Central Belters (2015)

### Koncertalbumok
- Special Moves (2010)
- Mogwai – iTunes Festival London 2011 (2011)

### Remixalbumok
- Kicking a Dead Pig: Mogwai Songs Remixed (1998)
- A Wrenched Virile Lore (2012)

### Filmzenék
- Zidane: A 21st Century Portrait (2006)
- The Fountain (2006)
- Les Revenants (2013)
- Atomic (2016)
- Before the Flood (2016)
- Kin (2018)

### Vendégszereplések
- Honey (A Tribute To Spacemen 3, 1998)
- I Don't Know What To Say (NME Presents: Radio 1 Sound City, 1998)
- I Can't Remember (Glasgow, 1998)
- 003 (Fabulous Shit, 1999)
- Tuner és Star Wars (Rock Action Presents Vol 1, 2003)
- Mogwai Fear Satan (The 11th Hour, 2007)
- Helps Both Ways, Kids Will Be Skeletons és Ex-Cowboy (Matador at 21, 2010)
- Earth Division (Occupy This Album, 2012)
- Gouge Away (Dig for Fire: a Tribute to Pixies, 2013)
- MasterCard és Remurdered (Other Voices: Series 12, 2014)
- Kids Will Be Skeletons (Life is Strange, 2016)

## Fordítás
Ez a szócikk részben vagy egészben  a   Mogwai című angol Wikipédia-szócikk ezen változatának fordításán alapul.  Az eredeti cikk szerkesztőit annak laptörténete sorolja fel. Ez a jelzés csupán a megfogalmazás eredetét és a szerzői jogokat jelzi, nem szolgál a cikkben szereplő információk forrásmegjelöléseként.